# NGC 1270
NGC 1270 é uma galáxia elíptica (E) localizada na direcção da constelação de Perseus. Possui uma declinação de +41° 28' 13" e uma ascensão recta de 3 horas, 18 minutos e 58,1 segundos.
A galáxia NGC 1270 foi descoberta em 14 de Fevereiro de 1863 por Heinrich Louis d'Arrest.